# HD 200614
HD 200614，又名BD+56 2524，SAO 33078、HR 8065，是一颗恒星，视星等为5.83，位于銀經95.18，銀緯6.72，其B1900.0坐标为赤經20h 59m 23.6s，赤緯+56° 6.72′ 29″。